# Barklanden
Barklanden (finska: Pukkisaaret) är öar i Finland. De ligger i Finska viken och i kommunen Borgå i landskapet Nyland, i den södra delen av landet. Öarna ligger omkring 23 kilometer öster om Helsingfors.
Arean för den av öarna koordinaterna pekar på är 1,6 hektar och dess största längd är 240 meter i nord-sydlig riktning. Ön höjer sig omkring 5 meter över havsytan.